# Ultimatum (film, 1977)
Pour les articles homonymes, voir Ultimatum (homonymie).
Pour plus de détails, voir Fiche technique et Distribution.
Ultimatum, également connu sous le titre Lucio Flavio, l'Ennemi public no 1 (titre original : Lúcio Flávio, o Passageiro da Agonia), est un film brésilien réalisé par Héctor Babenco, sorti en 1977. C'est l'adaptation du roman du même nom écrit par José Louzeiro.
En novembre 2015, le film est inclus dans la liste établie par l'Association brésilienne des critiques de cinéma (Abraccine) des 100 meilleurs films brésiliens de tous les temps.

## Synopsis
C'est l'histoire de Lúcio Flávio, criminel des années 1970 célèbre pour ses attaques de banques.

## Fiche technique
- Titre français : Ultimatum ou Lucio Flavio, l'Ennemi public no 1[2],[3],[4]
- Tire original portugais : Lúcio Flávio, o Passageiro da Agonia
- Réalisation : Héctor Babenco
- Scénario : Héctor Babenco et Jorge Durán d'après José Louzeiro
- Pays d'origine : Brésil
- Format : Couleurs - 35 mm - Mono
- Genre : drame
- Durée : 118 minutes
- Date de sortie : 
  - Brésil : octobre 1977 (Festival international du film de São Paulo) ; 27 février 1978 (sortie nationale)

## Distribution
- Reginaldo Faria : Lúcio Flávio
- Ana Maria Magalhães : Janice
- Milton Gonçalves : 132
- Paulo César Peréio : docteur Moretti
- Ivan Cândido : Bechara
- Lady Francisco : Lígia
- Grande Otelo : Dondinho
- Stepan Nercessian : le suicidé
- Érico Vidal : Klaus